# カムイヌプリ (登別)
カムイヌプリは、北海道登別市にある標高750.1 mの山である。
山名はアイヌ語の「カムイヌプリ」（kamuy-nupuri, カムイ〔のいる〕・山）に由来し、崇敬の対象であった。
山頂には三等三角点（点名「鷲別来馬」）が設置されている。山頂からは、太平洋や隣の鷲別岳、登別・室蘭市市街地、また晴れた日には、その奥遠くにうっすらと北海道駒ヶ岳を見渡すことができる。

## 登山
メインの登山ルートは幌別ダムコースで、登別市幌別町から鉱山町へ向かう道を進み、幌別ダム横付近から左手の林道へ入り、林道の終点が3合目登山口となる。登山道や途中の水場は地元の登別山岳会により整備されている。5合目から6合目にかけて泪坂（なみだざか）と呼ばれる急坂、6合目から7合目の間には鎖場がある。登山口から山頂までのコースタイムは登り約120分、下り約90分である。
山頂からは鷲別岳まで登山道が続いている。

## 山小屋
登別山岳会が管理する山小屋「カムイヒュッテ」が6合目にある。資金、資材は登別山岳会で用意し1983年着工、7年の歳月と延べ450人の人員により1990年に完成した。広さは約30平方メートル、宿泊可能人数は約30人である。夏季は閉鎖されており、トイレのみ利用可能。

## 年中行事
例年、5月第2週日曜日に山開き、10月末に山納めとなる。